# Едногърба камила
Едногърбата камила (Camelus dromedarius) е вид едър бозайник от семейство Камилови (Camelidae). Предполага се, че първоначално е разпространен на Арабския полуостров, но в наши дни единствената дива популация е в Австралия, където видът е интродуциран. Като домашно животно едногърбата камила се отглежда в Северна Африка и Близкия изток. Докато двугърбата камила обитава вътрешноконтиненталните пустини, едногърбата живее в тропичните пустини.